# Campionato FIA di Formula 2 (2009-2012) 2009
Il Campionato FIA di Formula 2 2009 (2009 FIA International Formula Two Championship) è stata la prima edizione del rinato campionato di Formula 2, inizia il 31 maggio con due gare sul Circuito di Valencia e si conclude il 1º novembre sul Circuito di Barcellona, dopo 8 appuntamenti per un totale di 16 gare. Lo spagnolo Andy Soucek vince il campionato, precedendo il canadese Robert Wickens.

## La pre-stagione

### La vettura
Tutti i piloti impegnati utilizzano telai costruiti dalla Williams, nella sua sede a Grove nell'Oxfordshire. Il telaio, denominato JPH1, prende il nome dalle iniziali dei responsabili del progetto: l'ex pilota di Formula 1, Jonathan Palmer e Patrick Head, ingegnere-capo della Williams.
Le vetture sono state testate in due shakedown all'Autodromo di Bedford dal pilota del BTCC Steven Kane, prima di essere presentate il 2 marzo al Circuito di Brands Hatch, sede della MotorSport Vision, che gestisce tutte le vettura in gara nella stagione.

### I test
I primi test si sono svolti il 6 maggio presso il Circuito di Snetterton nel Norfolk. Alla mattina 21 dei 24 piloti hanno fatto segnare tempi entro un secondo dal primo. Due sono state le sessioni svolte, una al mattino, e una al pomeriggio. Il 18 maggio il Circuito di Silverstone ha ospitato la seconda sessione di test, composta da due turni su asciutto e una su pista bagnata.
| Circuito    | Data      | Pilota più veloce | Tempo    |
| ----------- | --------- | ----------------- | -------- |
| Snetterton  | 6 maggio  | Andy Soucek       | 59,817   |
| Snetterton  | 6 maggio  | Robert Wickens    | 59,433   |
| Silverstone | 18 maggio | Mikhail Aleshin   | 1:40,022 |
| Silverstone | 18 maggio | Henry Surtees     | 1:38,920 |
| Silverstone | 18 maggio | Andy Soucek       | 2:02,502 |

### Esibizione
Il 17 maggio, nel corso di un weekend di gara del WTCC, una F2, guidata da Julien Jousse, ha svolto una dimostrazione sul Circuito di Pau, che spesso in passato ha ospitato gare di questo tipo di monoposto.

## Piloti
Durante un'intervista presso l'Autosport International show di Birmingham, il manager della categoria, Jonathan Palmer ha annunciato che il campo dei partenti si amplierà da 20 a 24 vetture. I piloti diventano successivamente 25 grazie all'arrivo di Edoardo Piscopo e il ritorno di Jens Höing dopo aver risolto dei problemi contrattuali.. Dopo la morte di Henry Surtees solo 24 vetture presero parte alla gara di Donington Park, prima di ritornare a 25 per la gara di Oschersleben, grazie al debutto di Ollie Hancock. Edoardo Piscopo non partecipa all'ultima gara in quanto impegnato in una gara della GP2 Asia Series. Il suo posto è occupato da Tristan Vautier.
| Nr. | Pilota                  | Weekend di gara |
| --- | ----------------------- | --------------- |
| 2   | Sebastian Hohenthal     | Tutti           |
| 3   | Jolyon Palmer           | Tutti           |
| 4   | Julien Jousse           | Tutti           |
| 5   | Alex Brundle            | Tutti           |
| 6   | Armaan Ebrahim          | Tutti           |
| 7   | Henry Surtees †         | 1-4             |
| 8   | Tobias Hegewald         | Tutti           |
| 9   | Pietro Gandolfi         | Tutti           |
| 10  | Nicola de Marco         | Tutti           |
| 11  | Jack Clarke             | Tutti           |
| 12  | Robert Wickens          | Tutti           |
| 14  | Mirko Bortolotti        | Tutti           |
| 15  | Michail Alëšin          | Tutti           |
| 16  | Edoardo Piscopo         | 1-7             |
| 17  | Carlos Iaconelli        | 1-7             |
| 18  | Natacha Gachnang        | Tutti           |
| 20  | Jens Höing              | Tutti           |
| 21  | Kazimieras Vasiliauskas | Tutti           |
| 22  | Andy Soucek             | Tutti           |
| 23  | Henri Karjalainen       | Tutti           |
| 24  | Tom Gladdis             | Tutti           |
| 25  | Miloš Pavlović          | Tutti           |
| 27  | Germán Sánchez          | Tutti           |
| 31  | Jason Moore             | Tutti           |
| 33  | Philipp Eng             | Tutti           |
| 38  | Tristan Vautier         | 8               |
| 44  | Ollie Hancock           | 6-7             |

† Incidente mortale durante una corsa

## Premi al vincitore
Il vincitore della serie ottiene la possibilità di compiere un test con la Williams dando così la possibilità di valutare la sua capacità di guidare una vettura di Formula 1. A i piloti che giungeranno nei primi tre posti della classifica verrà concessa la Superlicenza.

## Copertura televisiva
Le gare vengono trasmesse da Eurosport. Gara 1 è mostrata in diretta oppure in differita, mentre gara 2 è trasmessa in diretta su Eurosport International e, in diretta, o leggera differita, su Eurosport Asia-Pacifico. La gara della domenica è parte del programma del Campionato del mondo turismo. Le sintesi dei momenti salienti delle gare sono mostrati sempre da Eurosport.
La visione in streaming delle gare è disponibile sia sul sito di Eurosport che su quello ufficiale del campionato.

## Regolamento
Per ogni weekend di corsa vi sono due turni da 30 minuti di prove libere, due turni di qualificazione di mezz'ora ciascuno e due gare da 40 minuti (o, al massimo, 110k m), in cui nella seconda sarà obbligatorio un pit-stop. Questa norma è stata introdotta per rafforzare la natura di categoria propedeutica alla Formula 1, in cui le fermate ai box sono estremamente importanti.
Non viene, in effetti, richiesto un cambio gomme durante la sosta, che deve durare almeno 10 secondi. Al momento dello stop il pilota preme un bottone che fa partire il conteggio del tempo. Dopo 10 secondi una luce verde indica la possibilità per il pilota di ripartire. Il pilota, durante lo stop, ha la possibilità di modificare il set-up della vettura.

## Riassunto della stagione

### Test durante la stagione
| Circuito       | Data       | Pilota più veloce  | Tempo    |
| -------------- | ---------- | ------------------ | -------- |
| Donington Park | 11 agosto  | Kazim Vasiliauskas | 1:23.883 |
| Donington Park | 11 agosto  | Andy Soucek        | 1:23.053 |
| Barcellona     | 26 ottobre | Julien Jousse      | 1:40.150 |
| Barcellona     | 26 ottobre | Tristan Vautier    | 1:39.823 |
| Barcellona     | 26 ottobre | Andy Soucek        | 1:38.910 |

### L'incidente di Surtees
Il pilota britannico Henry Surtees, figlio del campione del mondo di Formula 1 del 1964 John Surtees, muore nel corso della gara 2, disputata il 19 luglio, presso il Circuito di Brands Hatch. Surtees viene colpito al capo da una gomma staccatasi dalla vettura di Jack Clarke, a seguito di un'uscita di pista alla Westfield. Dopo l'incidente la vettura di Surtees ha proseguito nella sua corsa fino a sbattere contro il guardrail della curva successiva, la Sheene. Surtees viene inizialmente portato al centro medico dell'autodromo, poi elitrasportato al Royal London Hospital. Il decesso avviene in serata.

## Risultati e classifiche

### Risultati
Il calendario 2009 consiste in 8 appuntamenti di due gare ciascuno.
| Round | Round | Circuito          | Data         | Pole Position           | GPV                     | Vincitore               | Note                          |
| ----- | ----- | ----------------- | ------------ | ----------------------- | ----------------------- | ----------------------- | ----------------------------- |
| 1     | G1    | Valencia          | 31 maggio    | Robert Wickens          | Robert Wickens          | Robert Wickens          | assieme al WTCC               |
| 1     | G2    | Valencia          | 31 maggio    | Robert Wickens          | Kazimieras Vasiliauskas | Robert Wickens          | assieme al WTCC               |
| 2     | G1    | Brno              | 21 giugno    | Nicola de Marco         | Robert Wickens          | Mirko Bortolotti        | assieme al WTCC               |
| 2     | G2    | Brno              | 21 giugno    | Henry Surtees           | Nicola de Marco         | Andy Soucek             | assieme al WTCC               |
| 3     | G1    | Spa-Francorchamps | 28 giugno    | Tobias Hegewald         | Tobias Hegewald         | Tobias Hegewald         | assieme International GT Open |
| 3     | G2    | Spa-Francorchamps | 28 giugno    | Tobias Hegewald         | Tobias Hegewald         | Tobias Hegewald         | assieme International GT Open |
| 4     | G1    | Brands Hatch      | 19 luglio    | Philipp Eng             | Mirko Bortolotti        | Philipp Eng             | assieme al WTCC               |
| 4     | G2    | Brands Hatch      | 19 luglio    | Andy Soucek             | Andy Soucek             | Andy Soucek             | assieme al WTCC               |
| 5     | G1    | Donington Park    | 16 agosto    | Tobias Hegewald         | Julien Jousse           | Andy Soucek             | assieme al WTCC               |
| 5     | G2    | Donington Park    | 16 agosto    | Julien Jousse           | Julien Jousse           | Julien Jousse           | assieme al WTCC               |
| 6     | G1    | Oschersleben      | 6 settembre  | Andy Soucek             | Andy Soucek             | Andy Soucek             | assieme al WTCC               |
| 6     | G2    | Oschersleben      | 6 settembre  | Michail Alëšin          | Miloš Pavlović          | Michail Alëšin          | assieme al WTCC               |
| 7     | G1    | Imola             | 20 settembre | Kazimieras Vasiliauskas | Kazimieras Vasiliauskas | Kazimieras Vasiliauskas | assieme al WTCC               |
| 7     | G2    | Imola             | 20 settembre | Robert Wickens          | Robert Wickens          | Andy Soucek             | assieme al WTCC               |
| 8     | G1    | Barcellona        | 1º novembre  | Robert Wickens          | Jason Moore             | Andy Soucek             | assieme International GT Open |
| 8     | G2    | Barcellona        | 1º novembre  | Robert Wickens          | Andy Soucek             | Andy Soucek             | assieme International GT Open |

### Classifica Piloti
| Punti | 10 | 8 | 6 | 5 | 4 | 3 | 2 | 1 |

| Pos | Pilota                  | VAL 1 | VAL 2 | BRN 1 | BRN 2 | SPA 1 | SPA 2 | BRH 1 | BRH 2 | DON 1 | DON 2 | OSC 1 | OSC 2 | IMO 1 | IMO 2 | CAT 1 | CAT 2 | Punti |
| --- | ----------------------- | ----- | ----- | ----- | ----- | ----- | ----- | ----- | ----- | ----- | ----- | ----- | ----- | ----- | ----- | ----- | ----- | ----- |
| 1   | Andy Soucek             | Rit   | 4     | 17    | 1     | 4     | 2     | 2     | 1     | 1     | 4     | 1     | 2     | 3     | 1     | 1     | 1     | 115   |
| 2   | Robert Wickens          | 1     | 1     | 9     | Rit   | Rit   | 3     | 4     | 2     | Rit   | Rit   | 8     | 4     | 4     | 2     | Rit   | 3     | 64    |
| 3   | Mikhail Aleshin         | 4     | 6     | 2     | Rit   | 18    | 8     | 10    | 3     | 2     | 7     | 5     | 1     | 7     | Rit   | 2     | 7     | 59    |
| 4   | Mirko Bortolotti        | 6     | 2     | 1     | Rit   | 9     | 9     | Rit   | 5     | 10    | 3     | 2     | Rit   | 2     | Rit   | 6     | Rit   | 50    |
| 5   | Julien Jousse           | 5     | 10    | 5     | 2     | 3     | 6     | 19    | 9     | 7     | 1     | Rit   | 3     | 10    | Rit   | 4     | 8     | 49    |
| 6   | Tobias Hegewald         | Rit   | 9     | 15    | 7     | 1     | 1     | 15    | 6     | 3     | 6     | Rit   | 6     | Rit   | 4     | 9     | 5     | 46    |
| 7   | Kazimieras Vasiliauskas | 3     | 20    | Rit   | 8     | 10    | 7     | 5     | 12    | Rit   | 2     | 3     | 7     | 1     | Rit   | 8     | 4     | 45    |
| 8   | Philipp Eng             | 12    | 3     | 3     | 9     | Rit   | Rit   | 1     | 4     | 5     | 10    | Rit   | Rit   | 5     | 10    | 5     | 9     | 39    |
| 9   | Miloš Pavlović          | Rit   | 17    | Rit   | 5     | 2     | 4     | 7     | Rit   | Rit   | 8     | Rit   | 21    | 6     | 3     | 10    | 19    | 29    |
| 10  | Nicola de Marco         | 9     | 5     | 12    | 3     | 13    | 11    | 9     | Rit   | Rit   | Rit   | 6     | 5     | Rit   | 9     | 11    | 2     | 25    |
| 11  | Carlos Iaconelli        | 2     | 8     | Rit   | Rit   | Rit   | 10    | 6     | 17    | Rit   | 9     | 4     | 10    | Rit   | 5     |       |       | 21    |
| 12  | Edoardo Piscopo         | Rit   | 7     | 7     | 4     | 8     | 14    | 8     | 7     | 4     | Rit   | 12    | 8     | 13    | Rit   |       |       | 19    |
| 13  | Tristan Vautier         |       |       |       |       |       |       |       |       |       |       |       |       |       |       | 3     | 6     | 9     |
| 14  | Henry Surtees           | 7     | 12    | Rit   | Rit   | 15    | Rit   | 3     | Rit   |       |       |       |       |       |       |       |       | 8     |
| 15  | Henri Karjalainen       | 17    | 15    | 4     | 16    | 7     | 15    | 11    | 18    | 15    | 13    | Rit   | 15    | 11    | 15    | 16    | 17    | 7     |
| 16  | Sebastian Hohenthal     | 10    | 13    | Rit   | 12    | 17    | 12    | Rit   | 14    | 6     | 5     | 17    | 9     | 9     | 12    | Rit   | Rit   | 7     |
| 17  | Armaan Ebrahim          | 15    | 16    | 6     | 6     | NP    | Rit   | Rit   | 10    | 8     | Rit   | 9     | 13    | Rit   | Rit   | 12    | 10    | 7     |
| 18  | Jack Clarke             | 13    | 19    | Rit   | 15    | 5     | Rit   | Rit   | Rit   | 9     | 14    | 7     | Rit   | 14    | 14    | 17    | 14    | 6     |
| 19  | Alex Brundle            | 8     | 23    | 11    | Rit   | Rit   | 5     | Rit   | 11    | 14    | Rit   | Rit   | 11    | 17    | Rit   | 15    | 12    | 5     |
| 20  | Tom Gladdis             | 19    | 18    | 8     | 10    | 6     | Rit   | 13    | 13    | 17    | Rit   | 16    | 17    | 16    | 13    | 14    | 15    | 4     |
| 21  | Jolyon Palmer           | 21    | Rit   | 10    | 14    | 16    | Rit   | 12    | 16    | 16    | 12    | 15    | 19    | 12    | 6     | 13    | 11    | 3     |
| 22  | Jason Moore             | 16    | 14    | 13    | 11    | Rit   | NP    | 16    | 8     | 11    | Rit   | 14    | 20    | 18    | 7     | 19    | 16    | 3     |
| 23  | Natacha Gachnang        | 11    | Rit   | 14    | Rit   | 11    | 13    | 14    | 15    | 13    | Rit   | 11    | 12    | 15    | Rit   | 7     | 13    | 2     |
| 24  | Germán Sánchez          | 14    | 11    | 16    | Rit   | 12    | Rit   | 17    | Rit   | 12    | 11    | Rit   | 16    | 8     | 8     | NP    | NP    | 2     |
| 25  | Ollie Hancock           |       |       |       |       |       |       |       |       |       |       | 10    | 18    | Rit   | 11    | 18    | 18    | 0     |
| 26  | Jens Höing              | 18    | 21    | Rit   | 13    | Rit   | 16    | Rit   | Rit   | Rit   | Rit   | Rit   | 14    | Rit   | Rit   | Rit   | 21    | 0     |
| 27  | Pietro Gandolfi         | 20    | 22    | Rit   | Rit   | 14    | 17    | 18    | Rit   | Rit   | 15    | NC    | 22    | Rit   | Rit   | Rit   | 20    | 0     |
| Pos | Pilota                  | VAL 1 | VAL 2 | BRN 1 | BRN 2 | SPA 1 | SPA 2 | BRH 1 | BRH 2 | DON 1 | DON 2 | OSC 1 | OSC 2 | IMO 1 | IMO 2 | CAT 1 | CAT 2 | Punti |

| Colore  | Risultato             |
| ------- | --------------------- |
| Oro     | Vincitore             |
| Argento | 2º posto              |
| Bronzo  | 3º posto              |
| Verde   | Finito a punti        |
| Blu     | Finito senza punti    |
| Viola   | Ritirato (Rit)        |
| Viola   | Non classificato (NC) |
| Rosso   | Non qualificato (NQ)  |
| Nero    | Squalificato (SQ)     |
| Bianco  | Non partito (NP)      |
| Bianco  | Non ha gareggiato     |
| Bianco  | Infortunato (INF)     |
| Bianco  | Escluso (ES)          |
| Bianco  | Gara cancellata (C)   |